# Cylindromyia lobata
Cylindromyia lobata är en tvåvingeart som först beskrevs av Curtis W. Sabrosky 1967.  Cylindromyia lobata ingår i släktet Cylindromyia och familjen parasitflugor. Inga underarter finns listade i Catalogue of Life.